# Dead Head Fred
Dead Head Fred — приключенческая игра для PlayStation Portable, разработанная компанией Vicious Cycle Software и распространенная издателем D3 Publisher. Игра была впервые выпущена в Северной Америке 28 августа 2007 года (в России - 23 декабря 2007). Действие игры происходит в мире, вдохновленном фильмами в стиле нуар 1940-х годов и современными фильмами ужасов.

## Игровая система
Dead Head Fred - это приключенческая игра от третьего лица, основу игрового процесса которой составляют бои и головоломки. Основной особенностью игры является возможность изменения модели головы главного персонажа (Фреда) и обезглавливание врагов.

## Сюжет
Игра начинается с пробуждения Фреда доктором Штайнером в его замке. Доктор Штайнер — сумасшедший учёный, используемый Улиссом Питтом, известным местным бизнесменом. Фред страдает амнезией, Доктор сообщает ему, что он являлся частным детективом и участвовал в очень важном расследовании касательно Улисса Питта. Фред узнает, что он был разоблачён, а затем убит и обезглавлен по приказу Питта. Вместо головы теперь он имеет банку с зеленоватой жидкостью, содержащей глаза и мозг. Она является его системой жизнеобеспечения. Фред намерен завершить расследование и отомстить за свою утраченную голову.

## Персонажи
Главный герой — Фред Ньюман (озвучивает Джон Кри́стофер Макги́нли), частный детектив.
Фред является единственным протагонистом, но поскольку каждая новая голова даёт ему разный набор анимаций, он может быть рассмотрен как девять отдельных персонажей. Так как он не имеет лица как такового, настроение Фреда изображается тоном его голоса, выражением глаз и лобных долей мозга. Фред — остряк и саркастическая личность. Иногда он ломает четвертую стену, например, проклиная игрока, когда он погибает. Также, можно упомянуть, что Эш — союзник Фреда Ньюмана.
Улисс Питт (Джон Полито) — первичный антагонист игры, по началу — мелкий хулиган, в дальнейшем становится рэкетиром. На Питта работает много приспешников, наиболее известным из которых является его заместитель Левша, правая нога которого была ампутирована и заменена на Tommy Gun.
Фред обретает несколько союзников на протяжении всей игры, в том числе доктора Штайнера, который воскресил его, а также свою девушку Жанну Россини (Кэри Уолгрен), и бывшего напарника Бенни Салазара.
Враги Фреда — как правило, сообщники Питта, а также скелеты бандитов и существа, порождённые особым излучением в Hope Falls (место действия игры), похожие на зомби.

## Оценки
| Сводный рейтинг | Сводный рейтинг |
| Агрегатор       | Оценка          |
| --------------- | --------------- |
| GameRankings    | 76,97 %         |

Игра получила в основном положительные отзывы, в частности благодаря своему чёрному юмору, уникальному миру, а также озвучке главных персонажей.
В то же время некоторые критики отмечали отсутствие глубины игрового процесса и недостаточно разнообразную боевую систему.
В 2008 году Dead Head Fred получила игровую премию Гильдии Сценаристов США.